# Polyacanthoprocta orina
Polyacanthoprocta orina is een hooiwagen uit de familie Gonyleptidae.